# Kenchrina
Kenchrina es un antiguo asentamiento en la costa del Mar Negro. Anthony Bryer tentativamente la sitúa en el cabo Cefirio. Durante los siglos xiii y xiv formó parte del Imperio de Trebisonda.